# Neurospora

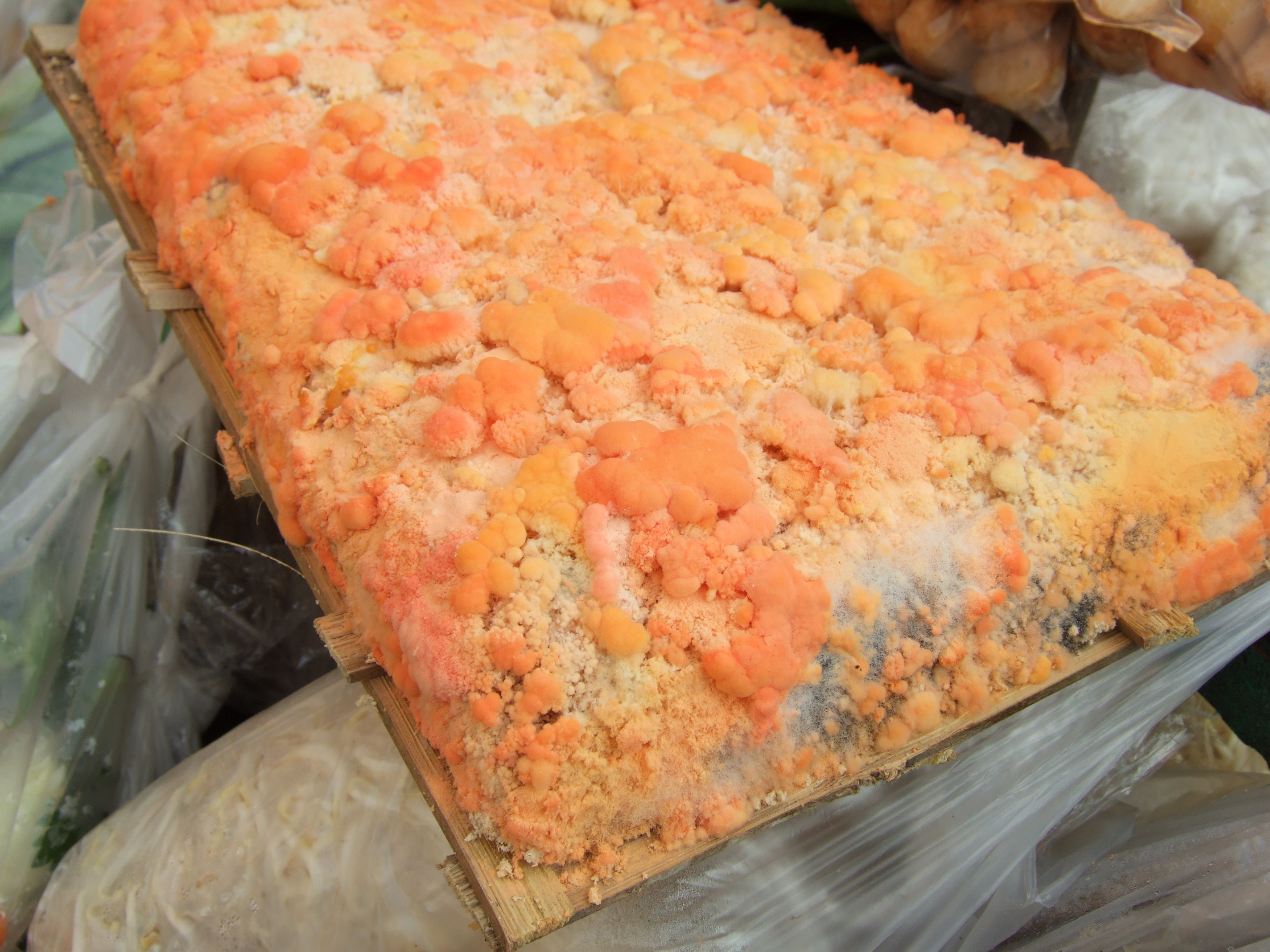
Czerwony oncom otrzymywany w Indonezji przy wykorzystaniu Neurospora intermedia

Neurospora B.O. Dodge – rodzaj grzybów z typu workowców (Ascomycota). Nazwa taksonu pochodzi od podobnych do nerwów pasków znajdujących się na jego askosporach.

## Charakterystyka
Przedstawiciele rodzaju Neurospora rozprzestrzenieni są na całym świecie. Liczne z nich to gatunki kosmopolityczne. W Europie Środkowej szczególnie rozpowszechniona jest Neurospora sitophila, często spotykana na chlebie i w piekarniach. W naturze wszystkie gatunki żyją na wilgotnych i gnijących częściach roślin.
Gatunki Neurospora są bardzo zróżnicowane pod względem morfologii. Większość gatunków to grzyby strzępkowe tworzące szeroko rozprzestrzeniające się kolonie i licznie wytwarzające ciemnego koloru owocniki typu perytecjum lub klejstotecjum o workowatym, cylindrycznym, maczugowatym lub półkulistym kształcie. Występują jednak gatunki drożdżopodobne, np. Neurospora crassa, która nie tworzy strzępek, lecz śluzowate organizmy drożdżopodobne. Ściana błoniasta, trwała lub z zanikającą ścianą zewnętrzną. Na szczycie zazwyczaj tworzą pogrubiony, nieamyloidalny pierścień. Worki zwykle 8-zarodnikowe. Askospory szeroko wrzecionowate, elipsoidalne lub prawie kuliste, jednokomórkowe, od szklistych do żółtawobrązowych lub oliwkowobrązowych, o ścianie z podłużnymi żebrami, czasami prawie gładkiej. Zazwyczaj mają 1–2 pory rostkowe, czasami więcej, bywa, że nawet do 12. Brak galaretowatej osłonki i przyczepek. Konidia są elipsoidalne, gładkie i pomarańczowe. Mają długość od 10 do 12 mikrometrów i szerokość od 8 do 10 mikrometrów. Powstają w łańcuchach na rozgałęzionych konidioforach. Ze względu na licznie tworzone konidia cała grzybnia często ma kolor pomarańczowy.
Występują wśród nich zarówno gatunki heterotaliczne, jak i homotaliczne, a także pseudohomotaliczne. Gatunki homotaliczne (np. Neurospora dodgei) występują tylko w postaci formy płciowej (teleomorfy), która wytwarza askospory, nie wytwarza natomiast konidiów. Gatunki heterotaliczne (np. Neurospora crassa) wytwarzają konidia, zaś gdy spotkają się dwie różnopłciowe plechy, tworzą również askospory. U gatunków pseudohomotalicznych (np. Neurospora tetrasperma) tworzą się zarówno konidia, jak i askospory na każdej plesze.

## Systematyka i nazewnictwo
Pozycja w klasyfikacji według Index FungorumSordariaceae, Sordariales, Sordariomycetidae, Sordariomycetes, Pezizomycotina, Ascomycota, Fungi.
Uwagi taksonomiczneTakson ten wprowadził do mykologii amerykański mykolog Bernard Ogilvie Dodge w 1957 r. Synonimy: Anixiella Saito & Minoura ex Cain, Anixiella Saito & Minoura, Chrysonilia Arx, Gelasinospora Dowding.
Niektóre gatunki
- Neurospora calospora (Mouton) Dania García, Stchigel & Guarro 2004
- Neurospora crassa Shear & B.O. Dodge 1927
- Neurospora dodgei P.E. Nelson & R.O. Novak 1964
- Neurospora intermedia F.L. Tai 1935
- Neurospora multiforis (Cailleux) Dania García, Stchigel & Guarro 2004
- Neurospora sitophila Shear & B.O. Dodge 1927
- Neurospora tetrasperma Shear & B.O. Dodge 1927

## Znaczenie
- Są saprotrofami rozkładającymi substancje organiczne[3].
- Niektóre gatunki są organizmami pionierskimi kolonizującymi pozostałości po pożarach drzew i krzewów w Północnej Ameryce (aż po Alaskę), a także Europie[6]. Już w kilka dni po pożarze kolonizują spalone tkanki roślin[6].
- Neurospora crassa jest organizmem modelowym w badaniach nad dziedzicznością[7]. Indukowanymi mutacjami tego gatunku udowodniono hipotezę „jeden gen, jeden enzym”[3].
- Enzym hydrataza cyjankowa pozyskiwana z grzybów z rodzaju Gibberella lub Neurospora może być używany do rozkładu cyjanków[8].
- W Indonezji Neurospora intermedia wykorzystywana jest do otrzymywania „czerwonego oncomu”. Jest to produkt spożywczy, który otrzymuje się z odpadów sojowych, oleju kokosowego i wytłoków po produkcji oleju z orzeszków ziemnych[6].
- Neurospora, Aspergillus niger i Pecylomyces występują w beiju – sfermentowanej mące z bulw manioku używanej do wytwarzania tiquiry. Jest to alkoholowy napój Indian Maranhão z północnej Brazylii[6].